# Heterarhija
Heterarhija je oblik organizacione strukture koja se, za razliku od tradicionalne organizacije, sastoji od više centara. Heterarhija je po svojoj suštini decentralizovana organizacija s većim ili manjim brojem jednakopravnih organizacionih jedinica, od kojih svaka jedinica ima zavidni nivo autonomije.
Heterarhija može da bude paralelna sa hijerarhijom, obuhvaćena hijerarhijom, ili da sadrži hijerarhije. Ove dve vrste strukture nisu međusobno isključiva. Zapravo, svaki nivo hijerarhijskog sistema se sastoji od potencijalno heterarhijske grupe.

## Dodatna literatura
- Crumley, Carole L. (1995). „Heterarchy and the Analysis of Complex Societies”. Archeological Papers of the American Anthropological Association. 7 (1): 1—5.
- Dmitri Bondarenko (2005). „A Homoarchic Alternative to the Homoarchic State: Benin Kingdom of the 13th - 19th Centuries”. Social Evolution & History. 4 (2): 18—88.
- Dmitri Bondarenko (2007). „What Is There in a Word? Heterarchy, Homoarchy and the Difference in Understanding Complexity in the Social Sciences and Complexity Studies”.  Ур.: K.A. Richardson; P. Cilliers. Explorations in Complexity Thinking: Pre-Proceedings of the 3rd International Workshop on Complexity and Philosophy. Mansfield, MA: ISCE Publishing. стр. 35—48.
- Bondarenko, D.M., Leonid Grinin E., Korotayev A.V. (2002). „Alternative Pathways of Social Evolution”. Social Evolution & History. 1: 54—79. Архивирано из оригинала 27. 09. 2007. г. Приступљено 10. 09. 2011.
- Probst, Gilbert, Jean-Yves Mercier; Olivier Bruggimann; Aina Rakotobarison (1992). Organisation et management, Tome 3: guider le développement de l'entreprise. Paris: Editions d'Organisation. стр. 127—32.
- Warren Sturgis McCulloch (1945). „A Heterarchy of Values Determined by the Topology of Nervous Nets”. Bulletin of Mathematical Biophysics. 7: 89—93.

## Spoljašnje veze
- Razgovor sa dr. Karenom Stefensonom Архивирано на веб-сајту  (22. новембар 2008)